# Инцидент на Чукур чесми
Инцидент на Чукур чесми је догађај који се одиграо 3/15. јуна 1862. године у Београду, на Чукур чесми и био је увод у већи сукоб Срба и Турака у Београду.

## Догађај
У недељу 3/15. јуна, око 4 сата поподне, на Чукур чесми се нашло неколико турских војника, низама, и неколико Срба са тестијама да наточе воде. Посвађали су се око тога ко ће први да наточи воду. У тој свађи један српски шегрт је случајно разбио тестију једном низаму на шта се овај разљутио па је ударио дечака у главу и убио га. Дечак се звао Сава Петковић, и био је шегрт бакалина Алексе Николића. Дошло је до сукоба, па је убрзо и српска полиција била о томе обавештена. Михаило Барловац, управник полиције београдске вароши, послао је Симу Нешића, терџумана, са неколико жандарма на место догађаја. Низама су одвели у српску полицију.
У проласку једном уском улицом између седишта турске и српске полиције, низам је покушао да се отме и побегне у турску полицију. У томе су га хтели спречити Сима Нешић и жандарм Ђорђе Нишлија. Међутим, Турци низами су запуцали са прозора своје полиције при чему су на месту убили Симу и Ђорђа, а неколико српских полицајаца су ранили.
Од овога се узрујала цела околина и цела варош. И кад је пала ноћ почеле су да пуцају пушке по целој дужини шанца и око капија које су Турци били затворили. Нарочито је било велико пушкарање на Великој пијаци (садашњи Универзитетски парк). Турска полиција је заузела бусију у свом седишту, а српска у Капетан Мишином здању које се тада довршавало. Те ноћи Срби сравне са земљом спољашње градске капије, све осим Стамбол капије. Турци из Тефтедар сокака, дан. ул. Вука Караџића, и околине су се склонили у Тефтедар џамију, одакле су пружали јак отпор, док није погинуо трговац и зулумћар Табак Ибрахим.
Из града на Калемегдану Турци упуте једну јаку чету низама као помоћ турској полицији у вароши. Онда је председник српске владе, Илија Гарашанин, тражио да се та чета врати у град. Командант чете једва је на то пристао, али је тражио гаранције. Министар унутрашњих дела, Никола Христић упутио је тада жандармеријског поручника Ивка Прокића са једним водом жандарма да низаме спроведе у град. Међутим, близу градске капије, Турци оспу плотун и убију поручника Ивка и више жандарма. Било је и међу Турцима убијених, међу њима и њихов командант. Главни циљ је ипак био постигнут, Турци су враћени у град и варош је поштеђена покоља.
Сутрадан, 4. јуна, посредовањем представника гарантних сила, склопљена је нека врста примирја. У уторак 5. јуна био је свечани погреб погинулих Симе Нешића — терџумана и поручника Ивка Прокића. Опело је држао митрополит београдски Михаило са много свештеника, а у свечаности је учествовала војска и жандармерија. Када је пратња из Саборне цркве стигла до садашње Коларчеве задужбине грунули су са града топови. Народ се разбежао, а сандуци са мртвацима остали су на сред улице. Ово бомбардовање се наставило и трајало од 9 сати ујутро до 4 сата поподне.

## Занимљивости
Симина улица у Београду добила је име по Сими Нешићу.
На месту некадашње Чукур чесме направљен је споменик 1931. године. Вајарско дело Симеона Роксандића "Бронзани дечак", једна од најпознатијих скулптура у Београду. У мају 2010. је украдена и тешко оштећена. Потпуно је обновљена и 18. априла 2011 је челичним анкерима веома чврсто везана са мермерним постаментом да би се спречила крађа. Свечано отварање је било два дана касније, 20. априла 2011.
Ивко Прокић је био сахрањен на старом ташмајданском гробљу, а 1921. Коста Н. Христић је о томе записао: „На Староме гробљу има један гроб, већ прилично запуштен, и на њему скроман споменик. На споменику пише да у томе гробу почива жандармеријски поручник Ивко Прокић, који 3. јуна 1862. год. „прими мученички венац од Турака, пошто је отечеству верно послужио 22 године“.“